# Раф Рок (Аризона)
Раф Рок (енгл. Rough Rock) насељено је место без административног статуса у америчкој савезној држави Аризона.

## Демографија
По попису из 2010. године број становника је 414, што је 55 (-11,7%) становника мање него 2000. године.
| Група             | 2000.     | 2010.    |
| Белци             | 13 (2,8%) | 8 (1,9%) |
| Афроамериканци    | 0 (0,0%)  | 1 (0,2%) |
| Азијати           | 3 (0,6%)  | 1 (0,2%) |
| Хиспаноамериканци | 1 (0,2%)  | 6 (1,4%) |
| Укупно            | 469       | 414      |